# Balismo
El balismo (del griego βάλλω (ballō) que significa 'arrojar') es un trastorno hipercinético (aumento de movimientos involuntarios del cuerpo o partes de él) caracterizado por un movimiento de lanzamiento violento e involuntario de las extremidades. Consiste en una liberación excesiva de dopamina en el tálamo debido a una desinhibición de los núcleos talámicos, que afecta a nivel cortical y que produce una influencia excitadora sobre las áreas motoras de la corteza cerebral. Este tipo de afectación también produce otras alteraciones como los tics o la corea.

## Tipos
El hemibalismo es un tipo de balismo que afecta un hemicuerpo, siendo la forma más común de balismo. Sin embargo, también puede afectar una sola extremidad (monobalismo), ambos miembros inferiores (parabalismo) o de forma escasa puede comprometer a las cuatro extremidades (bibalismo o balismo bilateral).